# Sirákovice

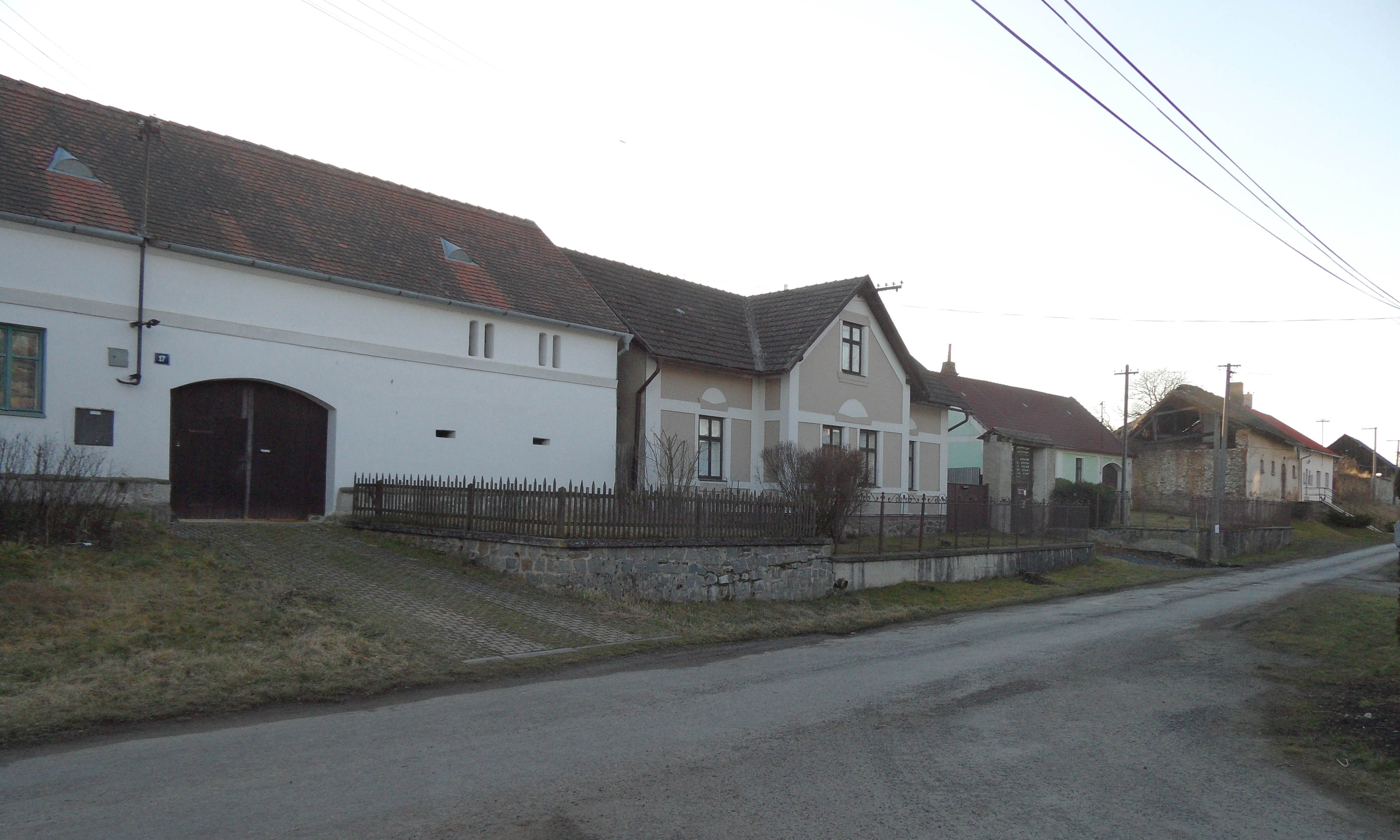
Ortsansicht

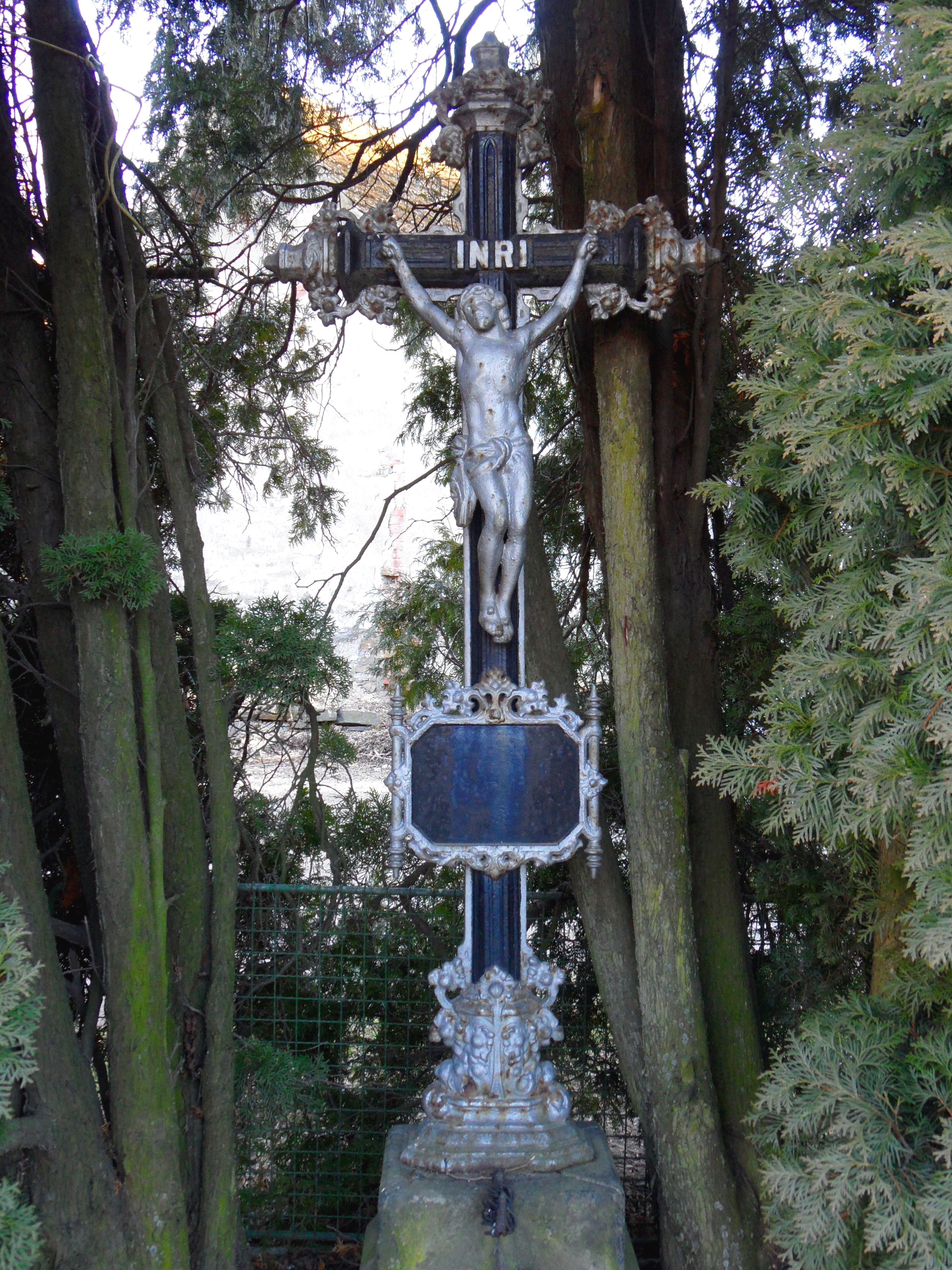
Gusseisernes Kreuz auf dem Dorfplatz

Sirákovice (deutsch Sirakowitz) ist ein Ortsteil der Stadt Golčův Jeníkov in Tschechien. Er liegt drei Kilometer nordöstlich von Golčův Jeníkov und gehört zum Okres Havlíčkův Brod.

## Geographie
Sirákovice befindet sich linksseitig über dem Tal des Baches Hostačovka in der Hornosázavská pahorkatina (Hügelland an der oberen Sázava). Östlich erhebt sich der Šibeniční vrch (352 m n.m.). Gegen Nordosten liegt der Teich Jezuitský rybník, im Osten der Sirákovický rybník.
Nachbarorte sind Hostačov, Jezuitský Mlýn, Zvěstovice und Potěsilka im Norden, Spytice und Bučovice im Nordosten, Pařížov und Heřmanice im Osten, Vilémov und Klášter im Südosten, Sychrov, Jakubovice und Vrtěšice im Süden, Lucký Mlýn und Golčův Jeníkov im Südwesten, Ráj und Stupárovice im Westen sowie Chrastice, Křemen und Skryje im Nordwesten.

## Geschichte
Die erste schriftliche Erwähnung des Dorfes erfolgte 1369 unter den Gütern des Benediktinerstiftes Wilmzell. Nach der Aufhebung des Stiftes wurde das Dorf an die Herrschaft Jeníkov angeschlossen. Nach dem Tode von Martin Maximilian von der Goltz forderten die von ihm eingeführten Jesuiten 1653 die Güter Sirákovice und Spytice ein und erhielten diese für 30.000 Gulden. Die Jesuiten errichten in Sirákovice eine Brauerei. Im Zuge der Aufhebung des Jesuitenordens fielen beide Güter 1773 der böhmischen Kröne zu. Königin Maria Theresia überließ die Güter zwei Jahre später dem Besitzer der Herrschaft Goltsch-Jenikau, Leopold Kolowrat-Krakowský, für 20.000 Gulden mit der Bedingung, diese anstelle der Jesuiten mit tauglichen Pfarrern und Lehrern zu versehen.
Im Jahre 1840 bestand das im Caslauer Kreis gelegene Dorf Sirakowitz bzw. Syrakowice aus 37 Häusern, in denen 239 Personen, darunter eine jüdische Familie lebten. Im Ort gab es einen herrschaftlichen Meierhof, eine dominikale Schäferei und ein Wirtshaus. Nach Sirakowitz konskribiert waren die Jesuitenmühle mit einer Brettsäge sowie das herrschaftliche Fischhaus mit der Fischknechtswohnung. Auf dem Berg U Zamku waren Wallgräben einer erloschenen Burg erkennbar. Pfarrort war Jenikau. Die Schäferei brannte 1842 nieder. Bis zur Mitte des 19. Jahrhunderts blieb Sirakowitz der Herrschaft Goltsch-Jenikau untertänig.
Nach der Aufhebung der Patrimonialherrschaften bildete Sirakovice ab 1849 eine Gemeinde im Gerichtsbezirk Habern. Ab 1868 gehörte der Ort zum Bezirk Časlau. 1869 hatte Sirakovice 328 Einwohner und bestand aus 38 Häusern. Im Jahre 1900 lebten in Sirakovice 266 Menschen, 1910 waren es 314. Seit 1924 führt die Gemeinde den Namen Sirákovice. 1930 hatte Sirákovice 253 Einwohner und bestand aus 48 Häusern. Seit der Gebietsreform von 1960 gehört das Dorf zum Okres Havlíčkův Brod. 1961 erfolgte die Eingemeindung nach Skryje, seit Beginn des Jahres 1989 ist das Dorf ein Ortsteil von Golčův Jeníkov. Beim Zensus von 2001 lebten in den 55 Häusern des Dorfes 85 Personen.

## Ortsgliederung
Zu Sirákovice gehört die Einschicht Jezuitský Mlýn (Jesuitenmühle). Der Ortsteil bildet einen Katastralbezirk.

## Sehenswürdigkeiten
- Wüste Burg Červenice, südlich des Dorfes auf einem Sporn über dem Tal der Váhanka
- Hölzerner Glockenbaum auf dem Dorfplatz
- Gusseisernes Kreuz auf dem Dorfplatz
- Flurkreuz am Weg nach Vrtěšice